# 新西兰统计局大楼 (2005年)
新西兰统计局大楼（英語：Statistics House）是原位于新西兰惠灵顿海滨的一座办公楼，其作为CentrePort港湾码头开发项目的一部分于2005年建成，亦為紐西蘭統計局的總部。该建筑因2016年凯库拉地震而遭到破坏（部分坍塌），2018年该建筑被拆除。

## 建筑
该建筑由港口公司CentrePort建造，作为其港湾码头开发项目的一部分。该项目于2005年7月启动，旨在将CentrePort沿滑铁卢码头沿岸（从邦尼街到西太平洋銀行體育場之间）的土地开发为一个集办公楼、零售和休闲空间于一体的商务园区。CentrePort表示，该区域可容纳多达12栋多层建筑，供约4000名工作人员使用。该项目的第一栋新建大楼即为该建筑，于2005年完工，随后又建设了BNZ港湾码头。
这座六层高的建筑是紐西蘭統計局的总部，同时还容纳了其他一些政府部门以及一家咖啡馆。大约有500名新西兰统计局的员工在该楼内工作。

## 地震和拆除
2016年凯库拉地震导致统计局大楼的两根混凝土横梁从建筑外墙脱落，造成部分天花板坍塌。一根“大型横梁”直接坠至一楼地面。因为地震发生在午夜过后两分钟，当时大楼内无人，因此未造成人员伤亡。新西兰统计局局长莉兹·麦克弗森对此感到庆幸，同时质疑一栋新建建筑为何会受到如此严重的损害。2017年，时任建筑与建设部长尼克·史密斯表示，该建筑受损的情况“不可接受，并可能造成人员伤亡”。
2013年庫克海峽地震发生后进行的一份评估报告指出，统计局大楼的抗震能力达到了新建筑标准的90%，这表明该建筑不属于“地震高风险”类别，因为该比例高于34%。“地震高风险”是指在中等强度地震中可能对人员或其他建筑构成威胁的建筑物。新西兰商业、创新与就业部于2017年3月发布的调查报告也确认该建筑在建造时符合建筑规范。然而，2013年的报告指出该建筑存在一个缺陷：“大楼四个角落的楼板单元的嵌入方式被视为一个关键问题”。修复该问题的工程于2016年9月开始，但在地震发生时尚未完成。在已完成或部分完成加固的区域，地震没有造成任何损坏；而在尚未施工的区域则发生了部分坍塌。麦克弗森表示，她在地震前未见过2013年的报告，倘若当时她看到了这份报告，可能会下令加快修缮进度。
地震发生后，该建筑一直处于空置状态。2017年10月，建筑的保险公司决定将其拆除，因为修复的成本在经济上不可行。拆除工程于2017年12月下旬启动，预计在两到三个月内完成。但到了2018年4月，由于拆除工程师在拆除过程中发现“一些预制混凝土地板单元的嵌入深度小于原始设计图纸所示”，建筑部重新启动了工程调查。这意味着该建筑并非完全按图施工。建筑规范要求嵌入深度至少为60毫米，但实际建筑中的重叠深度在38毫米到120毫米之间，未能全面达到建筑规范标准。
2017年的调查最终提出了四项建议：
1. 调查惠灵顿地区具有类似设计并可能在凯库拉地震中受损的现有建筑
2. 向业界通报现有建筑物中预制楼板系统和框架可能受到梁延展影响的问题
3. 获取技术专业知识来考虑此类设计对新建筑的影响
4. 审查并开展对相关标准的研究，以确保其内容反映当前地震工程实践的最新知识

### 对其他建筑的影响
2017年，新西兰商业、创新与就业部开始就拟议中的禁令进行公众咨询，内容涉及在统计局大楼中失效的楼板支撑结构，称为环形钢筋支撑或“猪尾”钢筋。2018年4月，该部警告工程师不要使用这种楼板支撑，并表示配有此类支撑的建筑很可能无法通过建筑规范要求。结构工程师协会早在2008年就已对使用这类支撑发出过警告。惠灵顿市议会随后列出了一份可能存在与该建筑相似结构缺陷的建筑名单，该名单最初有155栋建筑，之后缩减到“几十栋”。其中一栋因存在类似问题而被关闭的建筑是惠灵顿中央图书馆。